# Umělecké plavání na mistrovství Evropy v plaveckých sportech 2012
Závody v uměleckém (synchronizovaném) plavání na mistrovství Evropy v plaveckých sportech za rok 2012 proběhly v Eindhovenu, Nizozemsko ve dnech 14. až 27. května 2012.

## Česká stopa
V disciplíně dvojic startovalo 15 dvojic – Soňa Bernardová (*1976) z TJ Tesla Brno a Alžběta Dufková (*1990) z TJ Tesla Brno obsadily 9. místo.

## Výsledky

### Individuální disciplíny
| Ženy | Zlato                    | Zlato  | Stříbro                 | Stříbro | Bronz                    | Bronz  |
| ---- | ------------------------ | ------ | ----------------------- | ------- | ------------------------ | ------ |
| Sólo | Natalija Iščenková (RUS) | 97,810 | Andrea Fuentesová (ESP) | 95,900  | Lolita Ananasovová (UKR) | 92,250 |

### Týmové disciplíny
| Ženy    | Zlato | Zlato  | Stříbro | Stříbro | Bronz | Bronz  |
| ------- | --- | ------ | --- | ------- | --- | ------ |
| Dvojice | Rusko (RUS) (Natalija Iščenková, Svetlana Romašinová) | 97,860 | Španělsko (ESP) (Ona Carbonellová, Andrea Fuentesová) | 95,980  | Ukrajina (UKR) (Darija Jušková, Ksenija Sydorenková) | 92,950 |
| Tým     | Španělsko (ESP) (Clara Basianaová, Alba Cabellová, Ona Carbonellová, Margalida Crespíová, Thaïs Henríquezová, Paula Klamburgová, Irene Montrucchiová, Andrea Fuentesová, Laia Ponsová)                  | 96,210 | Ukrajina (UKR) (Lolita Ananasovová, Darija Jušková, Hanna Klymenková, Olha Kondrašovová, Oleksandra Sabadová, Kateryna Sadurská, Ksenija Sydorenková, Anna Vološynová)                                       | 93,660  | Itálie (ITA) (Federica Bellariaová, Elisa Bozzová, Camilla Cattaneová, Manila Flaminiová, Giulia Lapiová, Mariangela Perrupatová, Benedetta Reová, Sara Sgarziová, Francesca Deiddaová, Dalila Schiesarová)  | 90,530 |
| KOMBO   | Španělsko (ESP) (Clara Basianaová, Alba Cabellová, Clara Camachová, Ona Carbonellová, Margalida Crespíová, Andrea Fuentesová, Thaïs Henríquezová, Paula Klamburgová, Irene Montrucchiová, Laia Ponsová) | 95,600 | Ukrajina (UKR) (Lolita Ananasovová, Olena Hrečychinová, Darija Jušková, Hanna Chmelnycká, Hanna Klymenková, Olha Kondrašovová, Oleksandra Sabadová, Kateryna Sadurská, Ksenija Sydorenková, Anna Vološynová) | 93,420  | Itálie (ITA) (Federica Bellariaová, Elisa Bozzová, Beatrice Callegariová, Camilla Cattaneová, Linda Cerrutiová, Francesca Deiddaová, Manila Flaminiová, Benedetta Reová, Dalila Schiesarová, Sara Sgarziová) | 90,440 |

## Medailová bilance
V uměleckém plavání se rozdělily celkem 4 sady medailí.
| Pořadí | Stát            |       | Muži    | Muži  | Muži  |         | Ženy  | Ženy  | Ženy    |       | Muži + Ženy | Muži + Ženy | Muži + Ženy | Celkem |
| Pořadí | Stát            | Zlato | Stříbro | Bronz | Zlato | Stříbro | Bronz | Zlato | Stříbro | Bronz |             |             |             | Celkem |
| ------ | --------------- | ----- | ------- | ----- | ----- | ------- | ----- | ----- | ------- | ----- | ----------- | ----------- | ----------- | ------ |
| 1.     | Španělsko (ESP) |       | 0       | 0     | 0     |         | 2     | 2     | 0       |       | 2           | 2           | 0           | 4      |
| 2.     | Rusko (RUS)     |       | 0       | 0     | 0     |         | 2     | 0     | 0       |       | 2           | 0           | 0           | 2      |
| 3.     | Ukrajina (UKR)  |       | 0       | 0     | 0     |         | 0     | 2     | 2       |       | 0           | 2           | 2           | 4      |
| 4.     | Itálie (ITA)    |       | 0       | 0     | 0     |         | 0     | 0     | 2       |       | 0           | 0           | 2           | 2      |
| Celkem | Celkem          |       | 0       | 0     | 0     |         | 4     | 4     | 4       |       | 4           | 4           | 4           | 12     |